# Uppony
Uppony es un pueblo ubicado en el distrito de Ózd, condado de Borsod-Abaúj-Zemplén, Hungría.

## Superficie
Posee una superficie de 12,81 kilómetros cuadrados.

## Demografía
Hasta 2022 la población era de 268 habitantes, con una densidad de población de 20,92 habitantes por kilómetro cuadrado.